# 簡單細棘鰕虎魚
簡單細棘鰕虎魚（学名：Acentrogobius simplex）为輻鰭魚綱鰕虎鱼目鰕虎鱼亚目鰕虎魚科的其中一種，分布於西印度洋區的坦尚尼亞及桑吉巴島等海域，棲息在河口及沿岸的沙泥底質淺水處，體長可達10公分。
其种加词“simplex ”意为“简单的”。